# Châtillon-sur-Colmont
Châtillon-sur-Colmont és un municipi francès situat al departament de Mayenne i a la regió de País del Loira. L'any 2007 tenia 988 habitants.

## Demografia

### Població
El 2007 la població de fet de Châtillon-sur-Colmont era de 988 persones. Hi havia 427 famílies de les quals 123 eren unipersonals (73 homes vivint sols i 50 dones vivint soles), 161 parelles sense fills, 131 parelles amb fills i 12 famílies monoparentals amb fills.
La població ha evolucionat segons el següent gràfic:
Habitants censats

### Habitatges
El 2007 hi havia 556 habitatges, 428 eren l'habitatge principal de la família, 53 eren segones residències i 74 estaven desocupats. 511 eren cases i 26 eren apartaments. Dels 428 habitatges principals, 299 estaven ocupats pels seus propietaris, 123 estaven llogats i ocupats pels llogaters i 7 estaven cedits a títol gratuït; 18 tenien una cambra, 29 en tenien dues, 77 en tenien tres, 128 en tenien quatre i 177 en tenien cinc o més. 320 habitatges disposaven pel capbaix d'una plaça de pàrquing. A 184 habitatges hi havia un automòbil i a 195 n'hi havia dos o més.

### Piràmide de població
La piràmide de població per edats i sexe el 2009 era:
| Homes | Edats   | Dones |
| ----- | ------- | ----- |
| 0     | 95 o +  | 0     |
| 4     | 90 a 94 | 12    |
| 0     | 85 a 89 | 12    |
| 4     | 80 a 84 | 8     |
| 16    | 75 a 79 | 40    |
| 56    | 70 a 74 | 28    |
| 28    | 65 a 69 | 32    |
| 36    | 60 a 64 | 56    |
| 20    | 55 a 59 | 8     |
| 12    | 50 a 54 | 28    |
| 28    | 45 a 49 | 16    |
| 32    | 40 a 44 | 36    |
| 28    | 35 a 39 | 16    |
| 40    | 30 a 34 | 24    |
| 44    | 25 a 29 | 36    |
| 24    | 20 a 24 | 12    |
| 28    | 15 a 19 | 36    |
| 16    | 10 a 14 | 32    |
| 28    | 5 a 9   | 20    |
| 40    | 0 a 4   | 24    |

## Economia
El 2007 la població en edat de treballar era de 552 persones, 412 eren actives i 140 eren inactives. De les 412 persones actives 396 estaven ocupades (215 homes i 181 dones) i 17 estaven aturades (6 homes i 11 dones). De les 140 persones inactives 69 estaven jubilades, 36 estaven estudiant i 35 estaven classificades com a «altres inactius».

### Ingressos
El 2009 a Châtillon-sur-Colmont hi havia 447 unitats fiscals que integraven 1.069 persones, la mediana anual d'ingressos fiscals per persona era de 15.314 €.

### Activitats econòmiques
Dels 32 establiments que hi havia el 2007, 1 era d'una empresa alimentària, 1 d'una empresa de fabricació d'elements pel transport, 2 d'empreses de fabricació d'altres productes industrials, 9 d'empreses de construcció, 7 d'empreses de comerç i reparació d'automòbils, 1 d'una empresa de transport, 4 d'empreses d'hostatgeria i restauració, 2 d'empreses immobiliàries, 3 d'entitats de l'administració pública i 2 d'empreses classificades com a «altres activitats de serveis».
Dels 16 establiments de servei als particulars que hi havia el 2009, 4 eren tallers de reparació d'automòbils i de material agrícola, 1 autoescola, 1 paleta, 3 fusteries, 3 lampisteries, 2 electricistes, 1 perruqueria i 1 restaurant.
Dels 3 establiments comercials que hi havia el 2009, 1 era una gran superfície de material de bricolatge, 1 una botiga de menys de 120 m² i 1 una fleca.
L'any 2000 a Châtillon-sur-Colmont hi havia 93 explotacions agrícoles que ocupaven un total de 2.500 hectàrees.

## Equipaments sanitaris i escolars
El 2009 hi havia 2 escoles elementals.

## Poblacions més properes
El següent diagrama mostra les poblacions més properes.